# کالگیوم ملیتنس
کالگیوم ملیتنس (به لاتین: Collegium Melitense) یک کالج و دانشگاه در مالت است که در والتا واقع شده‌است.